# Enodia portlandia
Espèce
Enodia portlandia est une espèce de lépidoptères (papillons) de la famille des Nymphalidae et de la sous-famille des Satyrinae.

## Dénomination
Il a été nommé Enodia portlandia par Fabricius en 1781.
Synonymes : Papilio portlandia Fabricius, 1781; Oreas andromacha Hübner, [1809]; Enodia androcardia Hübner, 1821.

### Noms vernaculaires
Enodia portlandia se nomme  Pearly-eye ou Southern Pearly Eye en anglais.

### Sous-espèce
- Enodia portlandia floralae (Heitzman et dos Passos, 1974)
- Enodia portlandia missarkae (Heitzman et dos Passos, 1974)[1].

## Description
C'est un papillon au dessus marron avec une ligne submarginale de gros ocelles et des antennes orange.
Le revers des antérieures est plus clair avec la même ligne submarginale de gros ocelles foncés pupillés ou non d'un petit point blanc et cerclés de clair.

## Biologie

### Période de vol et hivernation
Il hiverne au stade de chenille.
L'imago vole en deux ou trois générations entre avril et octobre.

### Plantes hôtes
Les plantes hôtes de ses chenilles sont  Arundinaria gigantea et cela reste à vérifier Arundinaria tecta,.

## Écologie et distribution
Il est présent dans l'est de l'Amérique du Nord, dans tous les états de l'est des USA de l'Oklahoma au Texas à la Caroline du Nord et la Floride,.

### Biotope
Il réside dans les forêts humides où pousse la plante hôte de sa chenille.

### Protection
Leur protection nécessite la protection de leur habitat, les forêts humides.